# Поздняков В'ячеслав Володимирович
В'ячеслав Володимирович Поздняков (рос. Вячеслав Владимирович Поздняков, нар. 16 червня 1978, Ярославль, Росія) — російський фехтувальник на рапірах, бронзовий призер Олімпійських ігор 2004 року,  чемпіон Європи.

## Виступи на Олімпіадах
| Олімпіада  | Дисципліна      | Місце |
| ---------- | --------------- | ----- |
| Афіни 2004 | командна рапіра | 3     |